# Mompha catapasta
Mompha catapasta é uma espécie de mariposa do gênero Mompha pertencente à família Coleophoridae.